# Benigno Álvares
Benigno Álvarez (Maceda, 11 de Março de 1900 — San Mamede, 1937). Dirigente e fundador do Partido Comunista da Galiza, militante e guerrilheiro antifascista galego. Veterinário de profissão, foi secretário provincial do PCE em Ourense (Galiza), e presidente da Federação Camponesa Provincial, durante os anos da II República Espanhola. Após o golpe militar de 1936 e a queda da Galiza sob domínio franquista, foi perseguido até à morte pelos fascistas locais. O seu cadáver foi então exibido pela Guarda Civil amarrado a um camião com um cartaz escrito em espanhol, que dizia: "Aqui vai o veterinário de Maceda. O comunismo morreu em Ourense".

## Infância, juventude e activismo político
Filho de um veterinário chamado Demétrio, e de uma professora primária, Felisa, a sua família pertencia à burguesia local, sendo seu pai presidente da Câmara Municipal de Maceda (comarca da Arnóia) entre 1913 e 1919.
Benigno estudou o ensino primário até aos oito anos em Maceda, indo posteriormente para a capital da Galiza, Compostela, onde estudou o secundário e o curso de Veterinária até aos vinte anos, em 1920. Aí volta para Maceda e ajuda o pai na clínica que ele tinha na vila. Durante os anos universitários, o jovem Benigno envolve-se no activismo estudantil, salientando já aí o seu compromisso social, nomeadamente em 1915 e 1916.
Na década de 1920 mostra simpatia com as ideias socialistas, chegando em 1929 a aproximar-se do Partido Radical Socialista (PRS). Antes, em 1926, tinha participado na criação da Ordem dos Veterinários de Ourense, tendo grande reconhecimento profissional e consideração social entre a população da região da Serra de São Mamede a quem servia profissionalmente.
Nessa altura colabora com o movimento agrário, escrevendo para publicações como La Zarpa e mantendo relações fraternas com líderes agrários como Basílio Álvarez, sobre temas como a redenção dos foros e as lutas anticaciquistas no campo galego.

## Anos 30: compromisso galego nas fileiras comunistas
Em 1930 é detido sob acusação de "agitador" pelas suas crescentes actividades em defesa das camadas mais pobres da Galiza da época. Desenvolve uma greve de fome em protesto pela arbitrária repressão de que é alvo. No ano seguinte, com o advento da II República (14 de Abril), Benigno Álvares é presidente da Câmara Municipal de Maceda, de posições socialistas. No mês seguinte, põe em andamento a secção provincial do Partido Comunista em Ourense, junto a célebres militantes como Luís Souto (que posteriormente será secretário pessoal de Castelao no exílio desde 1938), Gomea del Valle, Gaioso Frias, Clemente Vidal, Juan Nóvoa, Jesusa Prado, etc.
Benigno vai morar para a capital provincial, Ourense, para se dedicar inteiramente ao trabalho político, ocupando o cargo de secretário político do PCE na província.
Defensor da identificação entre o ideal comunista e a emancipação nacional da Galiza, propõe ao chamado Comité Regional do Partido, com sede em Vigo, em 1932, a fundação do Partido Comunista da Galiza, numa altura em que o PCE tinha uma pequena implantação na Galiza, com núcleos militantes em Vigo, Ourense, Ferrol, Ponte Vedra e Corunha, não ultrapassando ao todo os 300 militantes.
A direcção viguesa do Partido rechaça a proposta de Álvares, sendo-lhe também transmitida a reprovação pela linha da publicação "El Soviete - O Soviete", responsabilidade do próprio Benigno e pouco estimada também pelo Comité Central espanhol do PCE. Porém, a publicação atingiu as 23 edições.
Em 1932, participa junto a outros três camaradas galegos no IV Congresso espanhol do Partido, em Sevilha. Reclama expor o seu relatório sobre a revolução agrária na língua da Galiza, ao que o congresso finalmente acede, e fazendo um camarada português de intérprete.
No mesmo ano, casa com Henriqueta Fernandes Igrejas, tendo uma filha, Icaro, que irá falecer durante a guerra que se seguiu ao golpe dos generais em 1936.
Em 1933, participa numas eleições sob as siglas do Bloco Popular Antifascista, atingindo uns fracos resultados. A seguir, durante o chamado Biénio Negro, sendo considerado um inimigo da oligarquia ourensana, é detido pelas actividades políticas que desenvolve em 1934.

## 1936: o golpe de estado fascista, resistência e caça aos comunistas e galeguistas
Já em 1936, apresenta-se às eleições como candidato da Frente Popular, encabeçada pelo candidato do Partido Galeguista Alexandre Bóveda, mas não consegue um lugar no parlamento, pelos vistos devido à fraude eleitoral promovida pela direita, o que deu a vitória ao candidato direitista José Calvo Sotelo.
No mesmo ano, participa na campanha pelo Estatuto de Autonomia para a Galiza, defendendo ideias avançadas quanto aos direitos nacionais do seu país, que vão além de onde o seu próprio partido chegava.
O golpe militar de 18 de Julho leva os militares e os grupos fascistas ao poder, massacrando na Galiza os sectores mais avançados e comprometidos com os direitos sociais e nacionais galegos. Benigno Álvares e a mulher escapam para a Serra de São Mamede e para a zona de Edreira, perseguidos pelos bandos falangistas.
Até Janeiro de 1937, Benigno mantém-se oculto no castelo de Monterroso, graças à ajuda da senhora dos Ulloa, admiradora pessoal do activista de Maceda. Aí ele resolve voltar ao monte para organizar a resistência guerrilheira ao fascismo nas zonas de Monte de Ramo e Maceda. A marquesa ourensana de la Atalaya Bermeja e outros representantes da oligarquia local põe preço à cabeça do militante comunista: "mil pesetas e um carro para quem o capturar vivo ou morto".
Através de contactos portugueses, é-lhe oferecida a hipótese de fugir à América junto ao deputado Leandro Carro, mas Benigno opta por continuar a luta guerrilheira no interior da Galiza. O Inverno de 1937 é especialmente duro para Benigno na Serra. Provavelmente doente de tuberculose, tem conhecimento do fuzilamento de cinco camponeses que se recusaram a revelar à Guarda Civil o lugar onde se ocultava o guerrilheiro. Morre perto do refúgio chamado do Penedo, a 100 metros da aldeia de Vixueses, a 11 de Março, com 37 anos, quando era levado numa besta por Lisardo Leal a Maceda, com o intuito de que fosse atendido por um médico local.
O cadáver é encontrado no dia 13 e um falangista dá-lhe um tiro na cabeça, com o intuito de cobrar a recompensa, o que não conseguirá. Por ordem de um sargento da Guarda Civil, instigado pelos falangistas locais, o corpo sem vida de Benigno é amarrado de pé numa carrinha e passeado pelas ruas de Ourense. O resto da família morrerá também vítima da repressão fascista na zona de Ourense e a Arnóia.
É enterrado numa vala comum do cemitério de São Francisco. Falangistas de toda a Galiza concentram-se em Ourense para celebrar a caça do líder comunista, depois de terem já fuzilado o seu amigo e companheiro, o galeguista Alexandre Bóveda, e forçado o exílio do também nacionalista galego e amigo pessoal Castelao, no quadro de uma brutal repressão por parte dos franquistas na Galiza.

### "O primeiro comunista a compreender a necessidade da autodeterminação da Galiza"
Anos mais tarde, em Junho de 1977, o seu camarada Luís Soto falava dele numa entrevista publicada no jornal independentista galego Terra e Tempo, editado pela UPG-LP:
"Era um intelectual profundamente ligado ao campesinato pela sua profissão de veterinário. Escutava os camponeses e vivia fundido com eles. Pagava os impostos dos seus amigos mais pobres, esquecia-se de pagar os dele e embargávam-no sempre... Com um enorme talento, foi o primeiro a compreender a necessidade da autodeterminação da Galiza. Nunca aceitou o espanholismo da direcção do PCE. Chegou a secretário de Ourense, me votação ganha frontalmente contra a linha espanholista. Para que vejam quem era Benigno Álvares: o Comité de Vigo -órgão superior do PCE da Galiza- enviou-o a Madrid para que informasse no II Congresso. Ali diz que não sabe nem quer falar em castelhano e informa em galego, facto recolhido com simpática curiosidade, mesmo pelos jornais soviéticos. Com certeza, na altura, com companheiros como Pedro Checa e José Díaz na direcção do PCE, a vida orgânica era muito racional e democrática""

## Lembrança de Benigno Álvares na Maceda actual
A vila natal de Benigno demorou muitos anos a poder render-lhe a homenagem merecida, nos anos 90, contando na actualidade a praça principal de Maceda com o nome do antifascista e revolucionário galego.